# キャリア〜掟破りの警察署長〜
『キャリア〜掟破りの警察署長〜』（キャリア おきてやぶりのけいさつしょちょう）は、2016年10月9日から12月11日まで毎週日曜日21時 - 21時54分にフジテレビ系で放送されたテレビドラマである。主演は玉木宏で、1話完結のオリジナル作品。

## あらすじ
北町署の新しい警察署長遠山金志郎は、就任初日にバスジャック犯を説得して北町署に連行し、刑事たちを驚かせる。
気になることがあると相川刑事を伴い現場に赴いて自ら事件を調べ、犯人に「この桜に誓って、悪事は見逃しません」と警察手帳（桜の代紋）をかざす。そんな警察署長らしくない金志郎に、半田副署長は困惑し、金志郎を応援している長下部警視監は菓子を手に北町署を訪れる。
刑事課の南係長も、現場に介入する金志郎のことを苦々しく思っていたが、尊敬していた25年前に殉職した桜井警部補の息子だと知る。その事件がきっかけでキャリア嫌いになった南は、「助けられる人を助けなくて、何が警察だ」と、桜井警部補と同じことを言う金志郎に、複雑な気持ちになるのだった。（1話 - 7話）
オレオレ詐欺グループを逮捕した後のある日、被害者の息子・春日亮平が北町署を訪れ、25年前に桜井警部補に助けられたことと真犯人がいることを金志郎と南に話す。驚愕した南は直ちに再捜査し、犯人・中里拓の遺書はないとされていたが実際は存在し、当時の刑事に渡っていたなど不可解な事実が判明して、金志郎と南は首に特徴的な痣があるという真犯人が存在することを確信する。
真犯人が誰なのか、南はなかなか掴めないでいたが、ストーカー事件の証拠に提出するスポーツクラブの防犯カメラ映像を見ていた松本刑事が、首に特徴的な痣がある男を発見する。それは当時の桐島副総監の息子・桐島真司だった。当時の警察幹部が真実を隠蔽したと推理する南たちは、金志郎には告げずに捜査に乗り出すが、南が桐島の銃弾を受けて倒れてしまう。同じころ、金志郎は中里晴美から、当時の刑事の名前を思い出したとの電話を受け、中里拓の遺書を渡した刑事は長下部だと告げられていた。（8話 - 9話）
金志郎は真相を確認するために長下部に会いに行くが、上層部から時効が成立している事件の捜査をさせ、また、南が被弾した責任を問われ、北町署署長解任と謹慎を言い渡される。署長代理として北町署にやってきた秋嶋は、署長官舎から姿を消した金志郎の拘束を、北町署の署員に命じるのだった。
一人で捜査する金志郎は、桐島に接触するが本庁の刑事に拘束されそうになる。警察が真犯人隠蔽という事実に愕然とする金志郎だったが、相川刑事の助けと南の励ましを受け、また、秋嶋署長代理に反発する元山刑事をはじめとする刑事課の刑事たちと、桐島を逮捕する方法を探る。そして、半田副署長や青木巡査など北町署の全署員と街の人たちの協力を得て、ついに桐島を逮捕する。
金志郎が、執拗に隠蔽工作を謀る真鍋副総監たちに抗していた時、桐島逮捕を見届けた長下部警視監が内部告発の記者会見を行っていた。

## キャスト

### 主要人物
遠山 金志郎（とおやま きんしろう）〈36〉
演 - 玉木宏（少年期：池田優斗）
警視庁人事部から（現実で人事を扱うのは警務部人事課）北町署に新しく就任した警察署長。階級は警視正。キャリア組。独身。
人事部だったこともあり書類整理は得意。
信頼される警察になることと、犯罪の起こらない街になることを目標にしている。
実父は、北町署の警察官だった桜井周平。母の再婚で遠山姓となった。
25年前の事件前、「安全な街にするために北町署の警察署長になる」と父・周平と話し、父の背中を見て警察官になった。
南が撃たれた責任を問われて真鍋副総監から署長解任を言い渡され、事件解決後しばらくして、再び北町署署長に就任する。
南 洋三（みなみ ようぞう）〈51〉
演 - 髙嶋政宏（青年期：鈴之助）
北町署刑事課係長。叩き上げのベテラン刑事。階級は警部補。ノンキャリア。
犯人から恨まれ、娘を連れ去られてしまう。
25年前、撃たれた金志郎の実父・桜井を乗せた救急車に同行し最期を見取る。
金志郎に、桜井警部補の最期の言葉「持つべきものは憎しみではなく警察の誇り」を伝える。
相川 実里（あいかわ みさと）〈25〉
演 - 瀧本美織
北町署刑事課の新人刑事。階級は巡査。
金志郎からバディと呼ばれ、金志郎が自ら捜査する際、行動を共にすることが多い。
料理は不得意。
刑事課に配属された青木刑事の指導係になる。

### 北町署
松本 秀樹（まつもと ひでき）
演 - 白洲迅
刑事課の刑事。階級は巡査。
元山 照夫（もとやま てるお）
演 - 半海一晃
刑事課の経験豊富なベテラン刑事。階級は巡査部長。
水口 琢朗（みずぐち たくろう）
演 - 平山祐介
刑事課の刑事。階級は巡査長。独身。
ぽっちゃりした女性が好み。
花岡 市太郎（はなおか いちたろう）
演 - 勝矢
刑事課の刑事。階級は巡査長。既婚。
青木 忍（あおき しのぶ）
演 - 松本岳
制服警官。階級は巡査。
真面目な性格。
金志郎が再び北町署署長に就任した日に刑事課に配属される。
半田 順二（はんだ じゅんじ）〈56〉
演 - 柳沢慎吾
副署長。階級は警視。ノンキャリア。
金志郎を警視庁に無事に返すため現場には出てほしくないと思っているが強く言えないでいる。
署長を解任された金志郎から、その後の署員の処遇を託される。
秋嶋署長代理のあと金志郎が着任するまで、北町署署長代理。

### 南家
南 みどり（みなみ みどり）
演 - 田中美奈子
南の妻。理香のヨガ教室に通っている。
南 めぐみ（みなみ めぐみ）
演 - 駒井蓮
南の娘。高校生。母とともに理香のヨガ教室に通っている。

### その他
加納 理香（かのう りか）
演 - 知花くらら
ヨガ教室のインストラクター。
バスジャックされたバスの中で、北町署へ赴任する金志郎と知り合う。
桜井 周平（さくらい しゅうへい）
演 - 宇梶剛士
金志郎の実父。
25年前、拳銃強奪犯の捜査中に、居合わせた小学生を庇って殉職した北町署の警部補。
長下部 晋介（おさかべ しんすけ）
演 - 近藤正臣 (青年期：かなやす慶行)
警視庁警務部長。階級は警視監。
時々、菓子を差し入れに北町署の金志郎の元を訪れる。
25年前の事件当時、金志郎の実父・桜井警部補とバディを組んでいた。

### ゲスト

#### 第1話
藤堂 保（とうどう たもつ）
演 - 濱田龍臣
高校生で不良グループのリーダー。代議士の父を持ち、それを笠に着て迷惑行為をするなど横暴な行動をやる。しかも正史に自身の悪事の罪を被せたり乱暴を働くなどのいじめをする。
飯塚 正史（いいづか まさし）
演 - 平岡拓真
高校生。表向きは保たちとつるんで迷惑行為をしているが、実際は保たちに不良グループのリーダーに仕立て上げられたり暴行されるなどの悪質ないじめを受けている。
藤堂（とうどう）
演 - 信太昌之
保の父。代議士。金志郎が北町署署長に就任する以前、自身の権力で保の悪事をもみ消していた。
バスジャックの男
演 - 相島一之
金志郎が乗車したバスをハイジャックした男。
借金苦のため乗客たちから金銭を巻き上げようとしたが、それを見抜いた金志郎に説得されて北町署に連行される。
金志郎から、借金取りから逃れるために塀の中に入りその間に自己破産するようアドバイスを受けていた。

#### 第2話
大鳥 友樹（おおとり ともき）〈5〉
演 - 松浦理仁
「北町署ちびっこ見学会」に参加した幼児。
南と金志郎に手錠をかけ、鍵を飲み込み二人を離さないようにする。
実は真理恵が敦彦から暴力を受けていることを知っており、南と金志郎を離さないようにしたのは真理恵を守るための行動だった。
大鳥 真理恵（おおとり まりえ）
演 - 霧島れいか
友樹の母。敦彦からDVを受けているが、その恐怖から被害届を出せずにいる。
大鳥 敦彦（おおとり あつひこ）
演 - 飯田基祐
友樹の父。大鳥法律事務所の弁護士。人前では真理恵に対して優しい素振りをするが、普段は暴力を振るっている。
別件の殺人事件の証人で、相川刑事が真理恵に被害届を出すように促したことを知ると逆上して殺人事件の証言を拒む。
相川刑事に逮捕されそうになった際に、自身の行為を暴力ではなくしつけと正当化しようとする。

#### 第3話
奥田 百合子（おくだ ゆりこ）〈35〉
演 - 奥菜恵
3年前から老人福祉施設「ふたば園」に勤務する介護士。
南と相川刑事から城山信夫を遺産目的で殺害しようとしたのではと疑いをかけられている。
スキルス性胃がんを患っており、それを周囲に知られないように、重病を抱えた木暮が施設から追い出されないようにするため、アリバイを自ら明かさなかった。
城山 信夫（しろやま のぶお）〈70〉
演 - 柴田義之
一人暮らしの高齢者。「ふたば園」にデイサービスで通園している。自宅でガス中毒にあい、病院に運ばれる。
城山 夏彦（しろやま なつひこ）
演 - 小林博
城山信夫の息子。百合子が遺産目当てで父を殺そうとしたと疑いをかける。
木暮 忠臣（こぐれ ただおみ）
演 - 唐沢民賢
「ふたば園」に入所している高齢者。百合子が城山宅を出た後、一緒に公園まで散歩したと証言したが、実際は百合子と一緒に病院へ行っていた。
足に重度の麻痺を患っており、それを施設に知られると追い出されてしまうため、百合子に助けられる。
浦沢 ななえ（うらさわ ななえ）
演 - 久保田磨希
「ふたば園」に勤務する介護士。

#### 第4話
秋嶋 敬一（あきしま けいいち）
演 - 東根作寿英（最終話）
警視庁方面本部長。警視正。北町署で「北町女子高生誘拐事件」を指揮する。
同じキャリアである金志郎とは違い、現場の捜査員を見下しており、自身の捜査方針に異を唱えたり、独断で行動する者に対しては降格・退職を仄めかす発言をする事も厭わない。
真鍋副総監から25年前の真犯人隠蔽暴露を阻止するよう指示され、金志郎が署長解任された後の北町署署長代理となる。
佐々木 哲夫（ささき てつお）
演 - 大和田健介
コピー機販売リース営業職。南に万引きで逮捕されたことがある。その恨みからめぐみを誘拐し、南に謝罪を要求する。

#### 第5話
小松平 健介（こまつだいら けんすけ）
演 - 新納慎也
俳優。人気ドラマ「暴れん坊刑事」の主演を務めている。一日警察署長のため北町署を訪れる。
表面上は愛想良く振る舞うが、実際は傍若無人な性格で金志郎たちを馬鹿にした言動をする。また、共演者の矢野を見下した上に共演NGを通告したり、元彼女のアヤを罵倒するなど、人の心を平気で傷付ける言動を繰り返す。
挙げ句の果てにはアヤにハサミで刺されそうになった際、同行していた美里を盾にして助かろうとした。だが付き合っていた読者モデルの証言で世間に「6股」を暴かれる。
春本 茂樹
演 - 阪田マサノブ
警視庁広報課長。小松平とともに北町署を訪れる。
小松平が嫌がらせを受けた際には、これ以上小松平に被害が及ばないようイベントを中止させようとする。
前園 アヤ
演 - 上野なつひ
花屋の店員。小松平の元彼女。小松平に捨てられたことに恨みを持っていた。
矢野 静馬（やの しずま）
演 - 山本圭祐 
俳優。小松平に憧れを抱いていたが、自身の演技を侮辱された上に共演NGにされたことで小松平に恨みを持ち、様々な嫌がらせをしていた。

#### 第6話
大橋 佳奈子（おおはし かなこ）
演 - 山崎静代（南海キャンディーズ）
大橋官房長の娘。金志郎の見合い相手。
大橋官房長
演 - 大河内浩
佳奈子の父。警察庁長官官房長。
吉野 浩平（よしの こうへい）
演 - 松尾諭
「小山工業」の社員。母と二人暮らし。
レイナを見つけるために金志郎との面会を望むが、北町署の署員たちがまともに取り合ってくれなかったため、コンビニ強盗の押収品のナイフを奪い取り、署内に立てこもる。金志郎に母親の為にレイナと強引に結婚しようと考えてる事を見抜かれ、更には彼の説得によって観念し、最後には投降した。
レイナ
演 - 大塚千弘
「SEA SIDE」のナンバー1ホステス。裏では結婚詐欺師の顔を持ち、またナンバー1の座を利用して店のスタッフを自分の護衛のように扱っている。花井朋子の偽名を使い、吉野から500万円を騙し取っていたが、金志郎に正体と居場所を暴かれ、最後には乗り込んできた彼によって結婚詐欺の容疑で逮捕された。

#### 第7話
寺岡 朋世（てらおか ともよ）
演 - 黒谷友香
夫が園子の夫の部下という立場で、園子たちのグループの中で一番立場が弱いため、意に反してクレーム行為を行っている主婦。
須賀の逮捕後、クレーム行為をやめさせるために、園子たちに嫌がらせをしていたことを自白する。
石島 園子（いしじま そのこ）
演 - 楠見薫
部長夫人。夫が朋世の夫の上司であることを利用し、朋世にクレーム行為を強要する。
越後 雅美（えちご まさみ）
演 - 真下有紀
園子の腰巾着。
湯沢 玉恵（ゆざわ たまえ）
演 - 今野麻美
園子の腰巾着。
須賀 直也（すが なおや）
演 - 小久保寿人
「PIZZERIA MAR - DE NAPOLI」の店員。
園子たちのグループの、特に執拗にクレームをつけられた朋世に恨みを持ち、嫌がらせをする。
寺岡 太郎（てらおか たろう）
演 - 石原善暢
朋世の夫。
江藤 義久（えとう よしひさ）
演 - 夙川アトム
大学生を殴ったと自首してきた会社員。

#### 第8話
春日 亮平（かすが りょうへい）
演 - 高橋光臣（少年期：大山蓮斗）（第9話）
吾郎の息子。
吾郎のことを軽蔑していたが、金志郎から吾郎の本当の想いを知らされた後は、吾郎の金が取り戻せないことを悔やむ。
通りすがりに詐欺グループの1人に遭遇し、吾郎の金を取り戻そうと接近するが、逆に返り討ちに遭う。
事件解決後は吾郎と和解し、同居する。
25年前、小学生の時に桜井警部補に助けられた。
春日 吾郎（かすが ごろう）
演 - 田山涼成
オレオレ詐欺の被害者。
妻が他界してから5年間、息子である亮平と連絡を取っておらず、亮平が北町署に来た際に言い争いになったが、本心では亮平のことを心配していた。
事件解決後は亮平と和解し、同居する。
矢沢 春香（やざわ はるか）
演 - 丸岡真由子
業務上横領容疑で相川刑事に逮捕される。
林（はやし）
演 - 岩井拳士朗
オレオレ詐欺グループの一員。金の受け渡し場所に現れて逮捕される。
取り調べの際に、初犯だと供述したが、金志郎にそれが嘘であることを見抜かれた。
藤本 和樹（ふじもと かずき）
演 - 袴田吉彦
オレオレ詐欺グループのボス。
金志郎たちに逮捕され、取り調べを受けた際にも、自身の悪事をビジネスだと豪語したり、部下に罪を被せようとするなど悪びれるどころか傲慢な態度をとる。
カイト、ベル
演 - 小林美友、小林莉緒
迷子の双子。
矢作 梓（やはぎ あずさ）
演 - 倉科カナ（Special Thanks『カインとアベル』）
迷子の双子を助けようとした。
オレオレ詐欺の被害者
演 - 勝倉けい子、高桑満、諏訪部仁

#### 第9話
水谷 沙織（みずたに さおり）
演 - 黒川芽以
「Beige」の美容師。
岡崎 隆之（おかざき たかゆき）〈30〉
演 - 中村倫也
沙織の元交際相手。ストーカーで、沙織が引っ越した後も執拗に付きまとう。
一度確保されたときは反省する素振りを見せるが、その後も懲りずにストーカー行為を続け、さらにエスカレートする。
坂本 浩二（さかもと こうじ）
演 - 川嶋秀明（最終話）
25年前に桐島に拳銃を奪われた元巡査。その後タクシー運転手になった。
当時、娘の海外手術費用のため、拳銃を奪ったのは桐島だということを黙秘していた。
中里 拓（なかざと たく）
演 - 衣笠友裕
25年前、恋人を絞殺して自殺した。拳銃を奪って会社員の横山宏明と桜井警部補も銃殺したとされていた。
中里 晴美（なかざと はるみ）
演 - 吉田幸矢
中里拓の母。
原 圭子（はら けいこ）
演 - 橘レイア
中里の恋人。25年前、中里に絞殺された。
横山 宏明（よこやま ひろあき）
演 - 安住啓太郎
25年前の拳銃強奪殺人事件の被害者の会社員。
桐島 幹彦（きりしま みきひこ）
演 - 中丸新将（最終話）
桐島真司の父。25年前は副総監。
息子に対し、キャリアになるようプレッシャーをかけていたが、受験失敗した際には見放していた。
桐島 真司（きりしま しんじ）〈45〉
演 - 中村俊介（最終話）
桐島幹彦の長男。「AMBOISE de kirishima」の経営者。
幼少時からの過度な期待に応えられなかったため父親に存在を否定されて、25年前、拳銃を強奪し殺人事件を起こす。
事件直後から5年間、フランスへ海外逃亡していた。
真犯人を隠蔽した警察を軽蔑していた。

#### 最終話
真鍋 正造
演 - 国広富之
警視庁副総監。警視監。25年前、真犯人隠蔽工作に関わる。
高瀬（たかせ）
演 - 木村靖司
警視監。
野上（のがみ）
演 - 佐々木省三
警視監。

## スタッフ
- 脚本 - 小山正太、関えり香
- 演出 - 石川淳一、山内大典、木下高男
- 音楽 - 橘麻美
- 主題歌 - GReeeeN「暁の君に」（ZEN MUSIC / ユニバーサル ミュージック）[19]
- OPナレーション - 小柳良寛
- 警察監修 - 古谷謙一、柳澤昌宏
- スタントコーディネーター - 釼持誠
- ヨガ監修 - YMCメディカルトレーナーズスクール
- 編成企画 - 中野利幸
- プロデュース - 永井麗子（共同テレビ）[20]
- 制作 - フジテレビ
- 制作著作 - 共同テレビ

## ロケ地
- 流山市役所 - 北町署として使用された[21]。

## 放送日程
| 各話                                                                        | 放送日   | サブタイトル                               | 脚本              | 演出     | 視聴率 |
| --------------------------------------------------------------------------- | -------- | ------------------------------------------ | ----------------- | -------- | ------ |
| 第1話                                                                       | 10月09日 | 新たなる ヒーロー誕生!! 署長が事件を解決!! | 小山正太 関えり香 | 石川淳一 | 7.9%   |
| 第2話                                                                       | 10月16日 | DV夫を華麗に成敗!!                         | 小山正太          | 石川淳一 | 6.2%   |
| 第3話                                                                       | 10月23日 | 命がけの悪女の秘密!!                       | 関えり香          | 山内大典 | 7.4%   |
| 第4話                                                                       | 10月30日 | 隠された驚愕の真相!!                       | 小山正太          | 山内大典 | 6.9%   |
| 第5話                                                                       | 11月06日 | ゲス男を痛快に退治!!                       | 関えり香          | 石川淳一 | 7.7%   |
| 第6話                                                                       | 11月13日 | 同情犯に人情裁き!!                         | 小山正太          | 木下高男 | 7.2%   |
| 第7話                                                                       | 11月20日 | 主婦達のイジメに喝!!                       | 関えり香          | 山内大典 | 6.8%   |
| 第8話                                                                       | 11月27日 | 隠された驚愕の真実!!                       | 小山正太          | 石川淳一 | 7.9%   |
| 第9話                                                                       | 12月04日 | 暴かれる真実の代償!!                       | 関えり香          | 山内大典 | 7.0%   |
| 最終話                                                                      | 12月11日 | 桜吹雪で悪事を退治                         | 小山正太          | 石川淳一 | 6.6%   |
| 平均視聴率 7.2%（視聴率はビデオリサーチ調べ、関東地区・世帯・リアルタイム） |          |                                            |                   |          |        |